# Tom Rogić
Tomas Petar Rogić (serbe en écriture cyrillique : Томас Петар Рогић), dit Tom Rogić, né le 16 décembre 1992 à Griffith en Australie, est un footballeur international australien qui joue au poste de milieu offensif.

## Biographie

### En club
Il a intégré la « Nike football academy » en gagnant « The chance »,.
Le 17 janvier 2013, il signe avec le Celtic.
Le 21 janvier 2014, il est prêté au Melbourne Victory.
Le 9 août 2016, il prolonge son contrat avec le Celtic jusqu'en 2019. Il signe un nouveau contrat en mai 2018 qui le lie au Celtic jusqu'en 2023.

### En sélection
En 2010, Rogic a participé au Championnat d'Asie de futsal en 2010. Il a marqué six buts et a terminé meilleur buteur de l'Australie.
Rogic fait ses débuts avec l'Australie le 14 novembre 2012 contre la Corée du Sud.
Il participe à sa première Coupe du Monde en 2018. Il est titulaire lors du premier match de l'Australie, contre la France, le 16 juin. Il joue 72 minutes. Lors du deuxième match, contre le Danemark, il est encore titulaire et joue 82 minutes. Pour le troisième et dernier match de l'Australie à cette Coupe du Monde, il joue 72 minutes.

## Palmarès
Central Coast Mariners
- Vainqueur de la saison régulière de la Ligue d'Australie en 2012

 Celtic FC
- Champion d'Écosse en 2013, 2014, 2016, 2017, 2018, 2019, 2020 et 2022.
- Vainqueur de la Coupe de la Ligue écossaise en 2016, 2017, 2018 et 2021.
- Vainqueur de la Coupe d'Écosse en 2017, 2018 et 2020.

### Distinctions personnelles
- Membre de l'équipe de l'année PFA en 2021-2022.

## Statistiques
| Saison    | Club                   | Pays                    | Championnat        | Coupes nationales | Coupes Continentales             | Australie         |
| --------- | ---------------------- | ----------------------- | ------------------ | ----------------- | -------------------------------- | ----------------- |
| 2011-2012 | Central Coast Mariners | A-League                | 10 matchs / 2 buts | 3 matchs          | 4 matchs (CL)                    | -                 |
| 2012-2013 | Central Coast Mariners | A-League                | 11 matchs / 3 buts | -                 | -                                | 4 matchs          |
| 2012-2013 | Celtic Glasgow         | Scottish Premier League | 8 matchs           | -                 | -                                | 2 matchs          |
| 2013-2014 | Celtic Glasgow         | Scottish Premier League | 3 matchs           | 1 match           | 3 matchs (C1)                    | 2 matchs          |
| 2013-2014 | Melbourne Victory      | A-League                | 8 matchs           | -                 | 3 matchs (CL)                    | 1 match           |
| 2014-2015 | Celtic Glasgow         | Scottish Premier League | -                  | -                 | -                                | -                 |
| 2015-2016 | Celtic Glasgow         | Scottish Premier League | 30 matchs / 8 buts | 4 matchs / 2 buts | 1 + 4 matchs (C1 + C3)           | 9 matchs / 4 buts |
| 2016-2017 | Celtic Glasgow         | Scottish Premier League | 22 matchs / 7 buts | 6 matchs / 4 buts | 9 matchs / 1 but (C1)            | 5 matchs          |
| 2017-2018 | Celtic Glasgow         | Scottish Premier League | 23 matchs / 5 buts | 6 matchs / 1 buts | 12 + 1 matchs / 2 buts (C1 + C3) | 6 matchs / 0 but  |

Dernière mise à jour le 16/06/2017